# Perdonami, se mi ami
Perdonami, se mi ami (Because of You) è un film del 1952 diretto da Joseph Pevney.